# Beijing X5
BAIC Senova X55 – samochód osobowy typu crossover klasy kompaktowej produkowany pod chińską marką BAIC w latach 2015–2020 oraz pod chińską marką Beijing jako Beijing X5 od 2020 roku.

## Historia i opis modelu

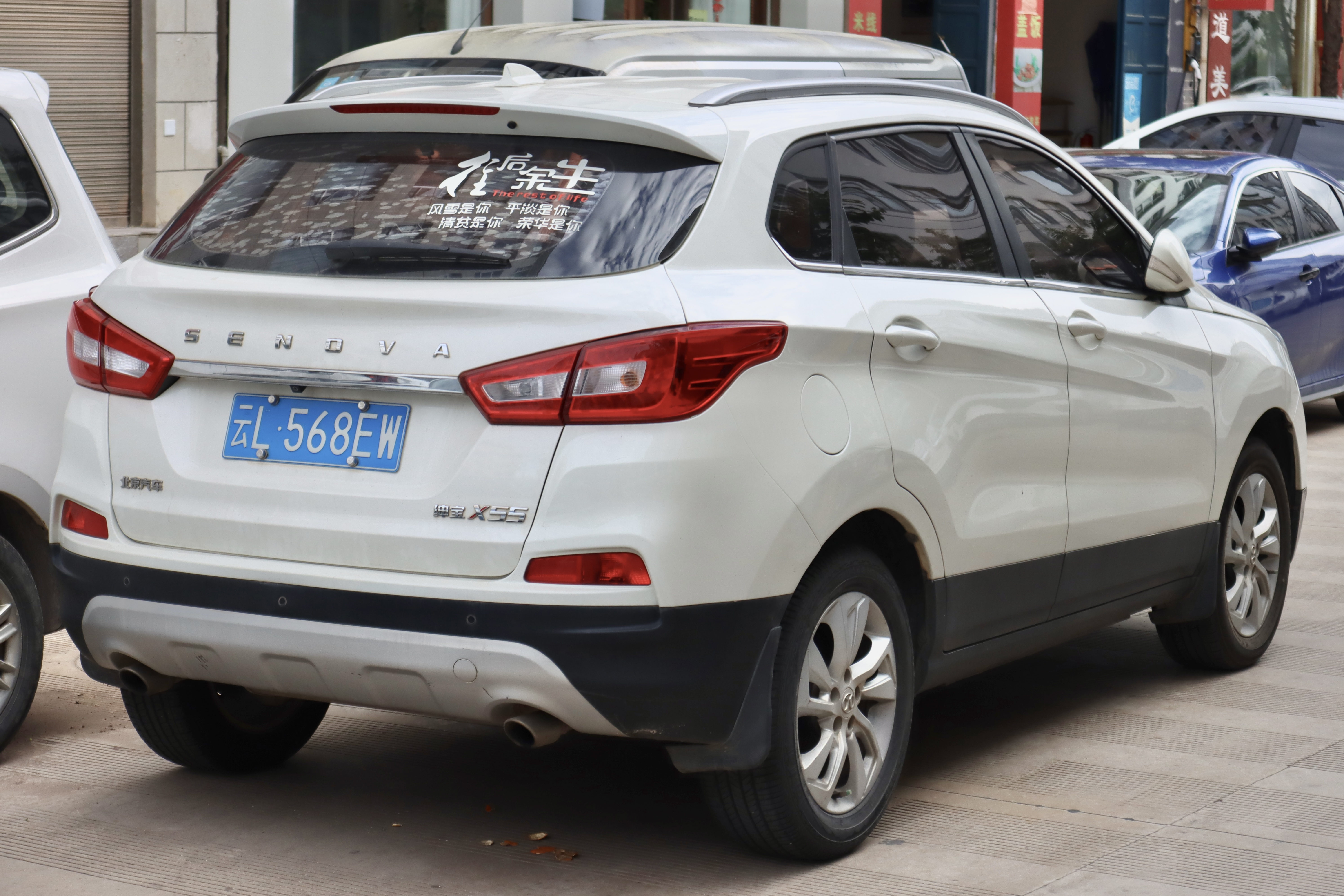
BAIC Senova X55 – tył

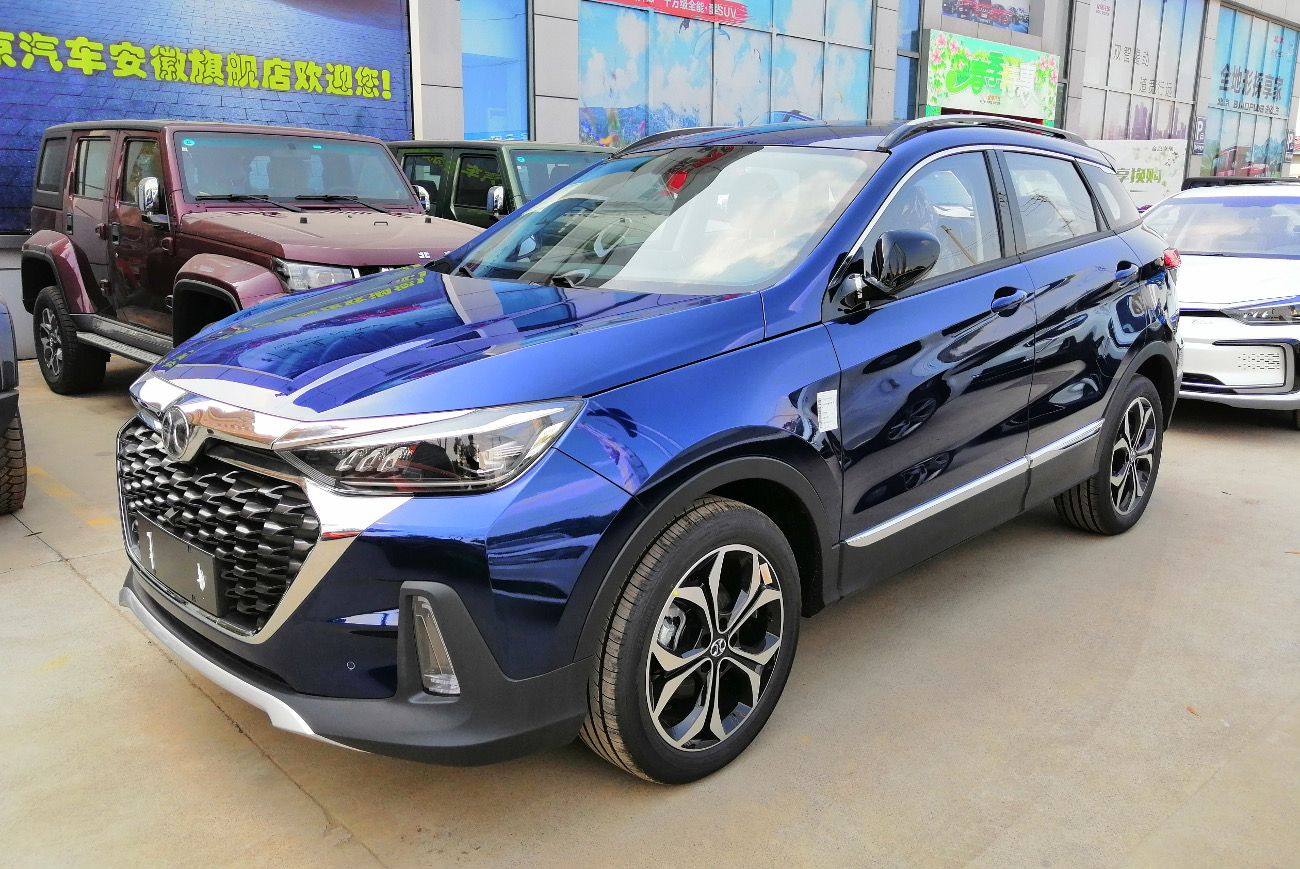
BAIC Senova Zhixing po liftingu

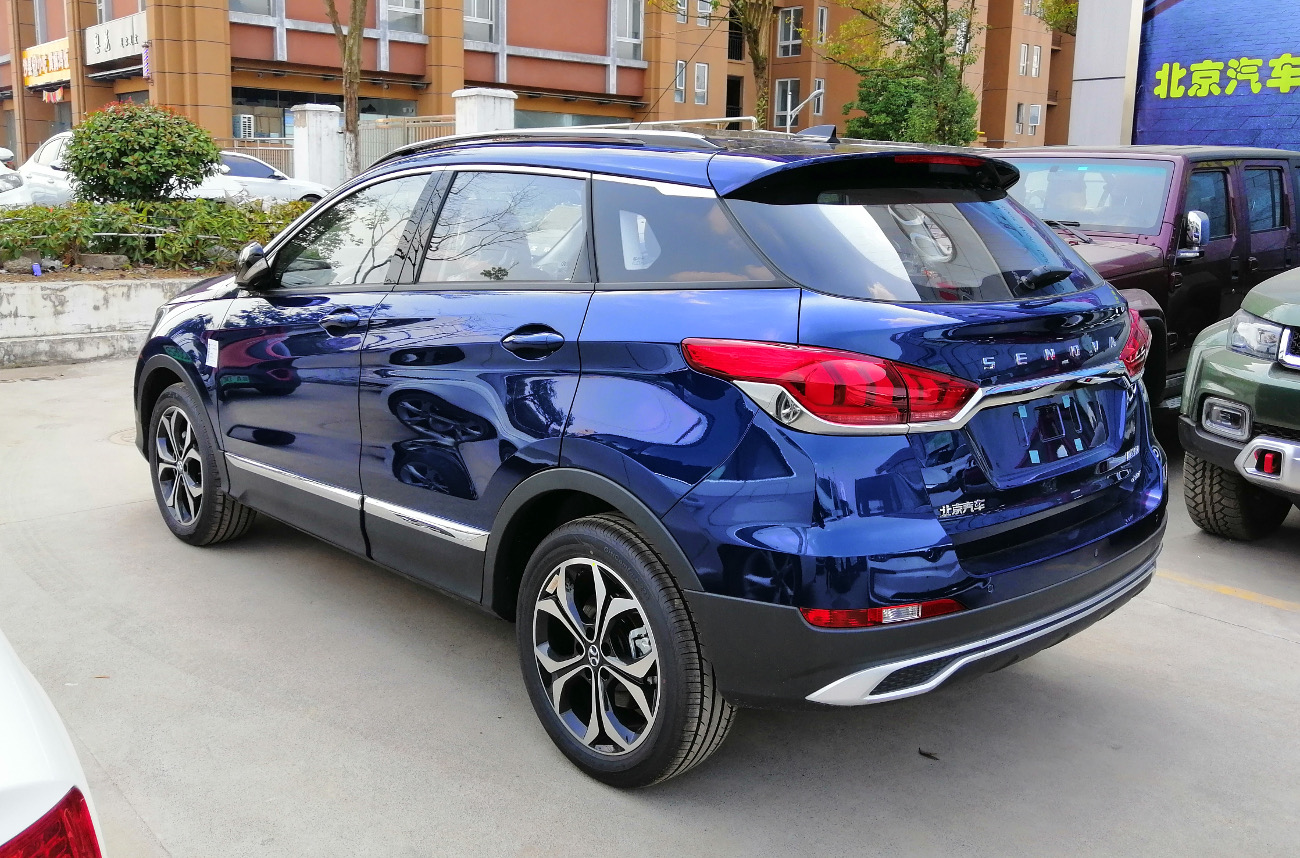
BAIC Senova Zhixing – tył po liftingu

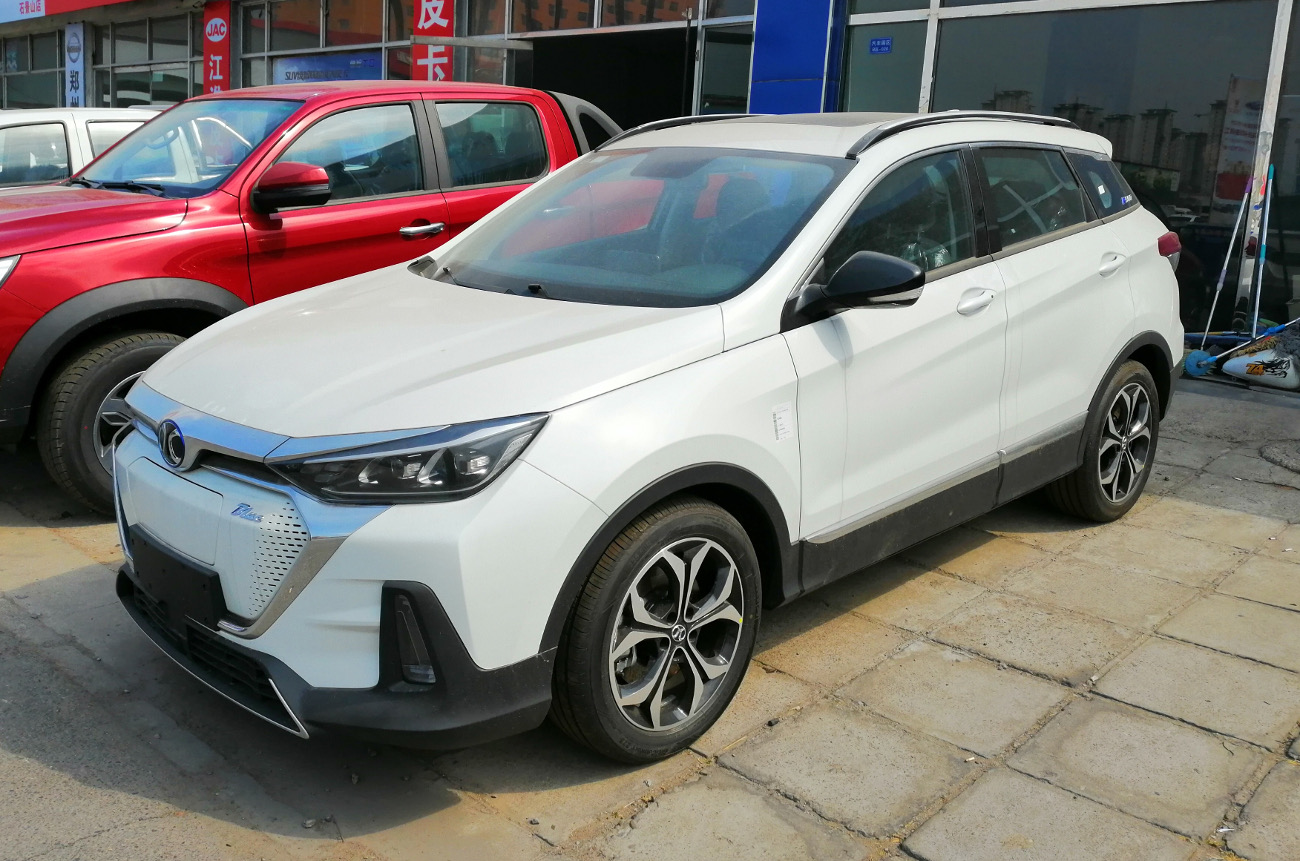
BAIC BJEV EX5

Model X55 poszerzył ofertę linii modelowej Senova marki BAIC wiosną 2015 roku, mając swój debiut podczas wystawy samochodowej Shanghai Auto Show. Pojazd uzupełnił ówczesną ofertę jako bardziej kompaktowa i tańsza alternatywa dla topowego SUV-a BAIC Senova X65, odróżniając się od niego bardziej dynamiczną sylwetką z poprowadzoną ku górze linią okien i zadartymi reflektorami.
Deska rozdzielcza została utrzymana w stonowanym wzornictwie, charakteryzując się stonowanym układem przyrządów w konsoli centralnej oraz połączeniem materiałów imitujących skórę oraz aluminium.
Gama jednostek napędowych została utworzona przez czterocylindrowy, 1,5-litrowy silnik benzynowy w dwóch wariantach mocy. Podstawowy rozwinął 116 KM, z kolei mocniejszy z turbodoładowaniem oferował 150 KM mocy.

### Lifting
Dwa lata po debiucie, w kwietniu 2017 roku BAIC Senova X55 przeszedł gruntowną restylizację obejmującą zarówno wygląd zewnętrzny, jak i wystrój kabiny pasażerskiej, na czele z nowym projektem deski rozdzielczej i wyglądem wskaźników. Dokonano przy tym korekty nazwy na BAIC Senova Zhixing. Pas przedni otrzymał duży, trapezodialny wlot powietrza w stylu osobowych modeli z linii modelowej Senova, a także reflektory z ciemniejszymi wkładami. Zmianie uległy także wkłady tylnych lamp, które połączono chromowanymi poprzeczkami. Sprzedaż pojazdu rozpoczęła się w Chinach dopiero rok po debiucie, na początku 2018 roku.
W ramach wdrożenia na rynek nowej marki Beijing w połowie 2020 roku, wszystkie modele z gamy Senova zostały na nią przemianowane. W ten sposób, także i X5 ponownie otrzymał nową nazwę, tym razem Beijing X5, zyskując przy okazji bardziej minimalistyczne oznaczenia producenta w postaci szeroko rozstawionego napisu ze stylizowaną czcionką.

### EX5
W grudniu 2018 roku oferta wariantów napędowych kompaktowego crossovera firmy BAIC została poszerzona także o napęd elektryczny z linii modelowej BJEV pod nazwą BAIC BJEV EX5. Pod kątem wizualnym samochód zyskał inny wygląd zderzaków, z kolei pod kątem technicznym układ napędowy utworzył silnik elektryczny o mocy 218 KM i bateria o pojemności 61,8 kWh, co zapewnia maksymalny zasięg na jednym ładowaniu do 418 kilometrów.

### Silniki
- R4 1.5l A151
- R4 1.5l 4A91